# U Sports Volleyball Championship (damer)
U Sports Volleyball Championship är en årlig tävling i volleyboll för damer mellan medlemmar av U Sports i Kanada.

## Format
Tävlingen består av en turnering mellan åtta lag. Fyra mästare för respektive konferens, en värd, ett extra lag från  OUA och två extra lag från Canada West. Att värden och mästarna för de respektive konferenserna deltar är stabila regler kan det variera år till år vilka de tre inbjudna/extra lagen är, beroende på värd och relativa styrkeförhållanden mellan de olika konferenserna. 
Mästerskapet spelar under tre dagar och sker i cupformat om totalt elva matcher. Lagen rankas innan turnering baserat på både arbete av en kommitté och Elo-ranking. Konferensmästare kan inte rankas sämre än plats 6. I kvartsfinalerna möter det förstarankade laget det åttonderankade laget, det andrarankade laget det sjunderankade laget o.s.v. I semifinalerna vinnaren av mötet mellan lagen rankade 1 och 8 vinnaren av mötet mellan lagen rankade 4 och 5 (och motsvarande på andra halvan). Finalspelet omfattar förutom final även match om tredje- och femteplats.

## Result

### Gruppspelsformat (1971–1982)[2][3][4][5][6][7][8][9][10][11][12]
| 1971 | Calgary (Calgary, AB)            | Manitoba Bisonettes      | 3–1 | Toronto Varsity Blues    | 4   |
| 1972 | Laurentian (Sudbury, ON)         | Western Ontario Mustangs | 3–1 | Dalhousie Tigers         | N/A |
| 1973 | Acadia (Wolfville, NS)           | UBC Thunderettes         | 3–1 | Western Ontario Mustangs | N/A |
| 1974 | British Columbia (Vancouver, BC) | UBC Thunderettes         | 3–2 | Western Ontario Mustangs | 5   |
| 1975 | Laval (Quebec City, QC)          | Western Ontario Mustangs | 3–0 | Saskatchewan Huskiettes  | N/A |
| 1976 | Manitoba/Winnipeg (Winnipeg, MB) | Western Ontario Mustangs | 3–1 | UBC Thunderettes         | 5   |
| 1977 | Waterloo (Waterloo, ON)          | UBC Thunderettes         | 3–0 | Western Ontario Mustangs | 5   |
| 1978 | Moncton (Moncton, NB)            | UBC Thunderettes         | 3–1 | Western Ontario Mustangs | 6   |
| 1979 | McMaster (Hamilton, ON)          | Saskatchewan Huskiettes  | 3–1 | York Yeowomen            | N/A |
| 1980 | Saskatchewan (Saskatoon, SK)     | Saskatchewan Huskiettes  | 3–1 | Ottawa Gee-Gees          | 6   |
| 1981 | Victoria (Victoria, BC)          | Saskatchewan Huskiettes  | 3–1 | Manitoba Bisons          | 6   |
| 1982 | Dalhousie (Halifax, NS)          | Dalhousie Tigers         | 3–2 | Calgary Dinosaurs        | 6   |

### Cupspel (1983–present)[2][3]
| 1983                 | British Columbia (Vancouver, BC) | Winnipeg Wesmen                       | 3–0                                   | Calgary Dinosaurs                     | UBC Thunderbirds                      | 3–2                                   | Laval Rouge et Or                     | 8 |
| 1984                 | Laval (Quebec City, QC)          | Winnipeg Wesmen                       | 3–2                                   | Dalhousie Tigers                      | York Yeowomen                         | 3–2                                   | Laval Rouge et Or                     | 8 |
| 1985                 | York (North York, ON)            | Winnipeg Wesmen                       | 3–1                                   | Calgary Dinosaurs                     | York Yeowomen                         | 3–2                                   | Saskatchewan Huskiettes               | 8 |
| 1986                 | Moncton (Moncton, NB)            | Winnipeg Wesmen                       | 3–2                                   | Manitoba Bisons                       | Sherbrooke Vert et Or                 | 3–0                                   | Laval Rouge et Or                     | 8 |
| 1987                 | Winnipeg (Winnipeg, MB)          | Winnipeg Wesmen                       | 3–0                                   | Manitoba Bisons                       | Laval Rouge et Or                     | 3–1                                   | Victoria Vikettes                     | 8 |
| 1988                 | Sherbrooke (Sherbrooke, QC)      | Winnipeg Wesmen                       | 3–0                                   | Sherbrooke Vert et Or                 | Laval Rouge et Or                     | 3–1                                   | Calgary Dinosaurs                     | 8 |
| 1989                 | Saskatchewan (Saskatoon, SK)     | Calgary Dinosaurs                     | 3–0                                   | Victoria Vikettes                     | Laval Rouge et Or                     | 3–2                                   | Winnipeg Wesmen                       | 8 |
| 1990                 | Windsor (Windsor, ON)            | Manitoba Bisons                       | 3–2                                   | Victoria Vikettes                     | York Yeowomen                         | 3–2                                   | Regina Cougars                        | 8 |
| 1991                 | Calgary (Calgary, AB)            | Manitoba Bisons                       | 3–1                                   | Saskatchewan Huskies                  | York Yeowomen                         | 3–2                                   | Winnipeg Wesmen                       | 8 |
| 1992                 | York (North York, ON)            | Manitoba Bisons                       | 3–1                                   | Winnipeg Wesmen                       | Calgary Dinosaurs                     | 3–1                                   | York Yeowomen                         | 8 |
| 1993                 | Laval (Quebec City, QC)          | Winnipeg Wesmen                       | 3–0                                   | Alberta Pandas                        | Manitoba Bisons                       | 3–1                                   | Calgary Dinosaurs                     | 8 |
| 1994                 | Winnipeg (Winnipeg, MB)          | Calgary Dinosaurs                     | 3–0                                   | Winnipeg Wesmen                       | Manitoba Bisons                       | 3–1                                   | Montreal Carabins                     | 8 |
| 1995                 | Alberta (Edmonton, AB)           | Alberta Pandas                        | 3–1                                   | Laval Rouge et Or                     | Manitoba Bisons                       | 3–1                                   | Winnipeg Wesmen                       | 8 |
| 1996                 | Toronto (Toronto, ON)            | Alberta Pandas                        | 3–1                                   | Laval Rouge et Or                     | UBC Thunderbirds                      | 3–1                                   | Winnipeg Wesmen                       | 8 |
| 1997                 | Alberta (Edmonton, AB)           | Alberta Pandas                        | 3–2                                   | UBC Thunderbirds                      | Laval Rouge et Or                     | 3–0                                   | Manitoba Bisons                       | 8 |
| 1998                 | Alberta (Edmonton, AB)           | Alberta Pandas                        | 3–1                                   | Manitoba Bisons                       | Laval Rouge et Or                     | 3–2                                   | UBC Thunderbirds                      | 8 |
| 1999                 | Alberta (Edmonton, AB)           | Alberta Pandas                        | 3–1                                   | UBC Thunderbirds                      | Manitoba Bisons                       | 3–0                                   | Laval Rouge et Or                     | 8 |
| 2000                 | Winnipeg (Winnipeg, MB)          | Alberta Pandas                        | 3–2                                   | Manitoba Bisons                       | UBC Thunderbirds                      | 3–1                                   | Montreal Carabins                     | 8 |
| 2001                 | Manitoba (Winnipeg, MB)          | Manitoba Bisons                       | 3–1                                   | Sherbrooke Vert et Or                 | Laval Rouge et Or                     | 3–0                                   | Toronto Varsity Blues                 | 8 |
| 2002                 | Laval (Quebec City, QC)          | Manitoba Bisons                       | 3–1                                   | Calgary Dinos                         | UBC Thunderbirds                      | 3–0                                   | Sherbrooke Vert et Or                 | 8 |
| 2003                 | Laval (Quebec City, QC)          | Sherbrooke Vert et Or                 | 3–1                                   | Winnipeg Wesmen                       | Alberta Pandas                        | 3–1                                   | Calgary Dinos                         | 8 |
| 2004                 | Saskatchewan (Saskatoon, SK)     | Calgary Dinos                         | 3–1                                   | Alberta Pandas                        | Laval Rouge et Or                     | 3–0                                   | UBC Thunderbirds                      | 8 |
| 2005                 | Saskatchewan (Saskatoon, SK)     | Sherbrooke Vert et Or                 | 3–0                                   | UBC Thunderbirds                      | Calgary Dinos                         | 3–1                                   | Alberta Pandas                        | 8 |
| 2006                 | Calgary (Calgary, AB)            | Laval Rouge et Or                     | 3–1                                   | UBC Thunderbirds                      | Calgary Dinos                         | 3–2                                   | Montreal Carabins                     | 8 |
| 2007 mer information | Calgary (Calgary, AB)            | Alberta Pandas                        | 3–1                                   | Laval Rouge et Or                     | Calgary Dinos                         | 3–0                                   | Trinity Western Spartans              | 8 |
| 2008 mer information | New Brunswick (Fredericton, NB)  | UBC Thunderbirds                      | 3–2                                   | Montreal Carabins                     | Calgary Dinos                         | 3–2                                   | Alberta Pandas                        | 8 |
| 2009 mer information | New Brunswick (Fredericton, NB)  | UBC Thunderbirds                      | 3–2                                   | Calgary Dinos                         | Montreal Carabins                     | 3–2                                   | Laval Rouge et Or                     | 8 |
| 2010 mer information | Alberta (Edmonton, AB)           | UBC Thunderbirds                      | 3–1                                   | Manitoba Bisons                       | Laval Rouge et Or                     | 3–1                                   | Alberta Pandas                        | 8 |
| 2011 mer information | Laval (Quebec City, QC)          | UBC Thunderbirds                      | 3–0                                   | Laval Rouge et Or                     | Trinity Western Spartans              | 3–1                                   | Alberta Pandas                        | 8 |
| 2012 mer information | McMaster (Hamilton, ON)          | UBC Thunderbirds                      | 3–2                                   | Alberta Pandas                        | McGill Martlets                       | 3–1                                   | Montreal Carabins                     | 8 |
| 2013 mer information | Sherbrooke (Sherbrooke, QC)      | UBC Thunderbirds                      | 3–0                                   | Alberta Pandas                        | Trinity Western Spartans              | 3–0                                   | Ottawa Gee-Gees                       | 8 |
| 2014 mer information | Regina (Regina, SK)              | Manitoba Bisons                       | 3–0                                   | UBC Thunderbirds                      | Laval Rouge et Or                     | 3–1                                   | Dalhousie Tigers                      | 8 |
| 2015 mer information | Toronto (Toronto, ON)            | Trinity Western Spartans              | 3–2                                   | Alberta Pandas                        | Montreal Carabins                     | 3–2                                   | Toronto Varsity Blues                 | 8 |
| 2016 mer information | Brandon (Brandon, MB)            | Toronto Varsity Blues                 | 3–0                                   | Trinity Western Spartans              | UBC Okanagan Heat                     | 3–0                                   | UBC Thunderbirds                      | 8 |
| 2017 mer information | Ryerson (Toronto, ON)            | UBC Thunderbirds                      | 3–1                                   | Alberta Pandas                        | Trinity Western Spartans              | 3–2                                   | Montreal Carabins                     | 8 |
| 2018 mer information | Laval (Quebec City, QC)          | Ryerson Rams                          | 3–1                                   | Alberta Pandas                        | UBC Thunderbirds                      | 3–1                                   | Calgary Dinos                         | 8 |
| 2019 mer information | Alberta (Edmonton, AB)           | UBC Thunderbirds                      | 3–2                                   | Ryerson Rams                          | Alberta Pandas                        | 3–2                                   | Dalhousie Tigers                      | 8 |
| 2020 mer information | Calgary (Calgary, AB)            | Ej genomförd p.g.a. COVID-19-pandemin | Ej genomförd p.g.a. COVID-19-pandemin | Ej genomförd p.g.a. COVID-19-pandemin | Ej genomförd p.g.a. COVID-19-pandemin | Ej genomförd p.g.a. COVID-19-pandemin | Ej genomförd p.g.a. COVID-19-pandemin | 8 |
| 2021 mer information | British Columbia (Vancouver, BC) | Ej genomförd p.g.a. COVID-19-pandemin | Ej genomförd p.g.a. COVID-19-pandemin | Ej genomförd p.g.a. COVID-19-pandemin | Ej genomförd p.g.a. COVID-19-pandemin | Ej genomförd p.g.a. COVID-19-pandemin | Ej genomförd p.g.a. COVID-19-pandemin | 8 |
| 2022 mer information | Calgary (Calgary, AB)            | Trinity Western Spartans              | 3–1                                   | Mount Royal Cougars                   | Alberta Pandas                        | 3–0                                   | McGill Martlets                       | 8 |
| 2023 mer information | British Columbia (Vancouver, BC) |                                       |                                       |                                       |                                       |                                       |                                       | 8 |
| 2024                 | McMaster (Hamilton, ON)          |                                       |                                       |                                       |                                       |                                       |                                       | 8 |
| 2025                 | Manitoba (Winnipeg, MB)          |                                       |                                       |                                       |                                       |                                       |                                       | 8 |

## Top 3 placeringar
Följande listar omfattar alla kända första-, andra- och tredjeplaceringar. Före 1983 förekom ingen match om tredjepris och tvåa var det lag som förlorade finalen
| Lag                      | Konferens   | Mästare | Tvåa | Trea | Senast |
| ------------------------ | ----------- | ------- | ---- | ---- | ------ |
| UBC Thunderbirds         | Canada West | 12      | 6    | 5    | 2019   |
| Alberta Pandas           | Canada West | 7       | 7    | 3    | 2007   |
| Manitoba Bisons          | Canada West | 7       | 6    | 4    | 2014   |
| Winnipeg Wesmen          | Canada West | 7       | 3    | 0    | 1993   |
| Calgary Dinos            | Canada West | 3       | 5    | 5    | 2004   |
| Western Ontario Mustangs | OUA         | 3       | 4    | 0    | 1976   |
| Saskatchewan Huskies     | Canada West | 3       | 2    | 0    | 1981   |
| Sherbrooke Vert et Or    | RSEQ        | 2       | 2    | 1    | 2005   |
| Trinity Western Spartans | Canada West | 2       | 1    | 3    | 2022   |
| Laval Rouge et Or        | RSEQ        | 1       | 4    | 9    | 2006   |
| Dalhousie Tigers         | AUS         | 1       | 2    | 0    | 1982   |
| Toronto Varsity Blues    | OUA         | 1       | 1    | 0    | 2016   |
| Ryerson Rams             | OUA         | 1       | 1    | 0    | 2018   |
| Victoria Vikes/Vikettes  | Canada West | 0       | 2    | 0    | None   |
| York Lions/Yeowomen      | OUA         | 0       | 1    | 4    | None   |
| Montreal Carabins        | RSEQ        | 0       | 1    | 2    | None   |
| Ottawa Gee-Gees          | RSEQ        | 0       | 1    | 0    | None   |
| Mount Royal Cougars      | OUA         | 0       | 1    | 0    | None   |
| McGill Martlets          | RSEQ        | 0       | 0    | 1    | None   |
| UBC Okanagan Heat        | Canada West | 0       | 0    | 1    | None   |